# 小行星25406
小行星25406（25406 Debwysocki）是一颗绕太阳运转的小行星，为主小行星带小行星。该小行星于1999年11月发现。

## 轨道参数
小行星25406的轨道半长轴为337 169 019 km，2.2538036 UA，离心率为0.111。